# Bataille de la Lys (1918)
Pour les articles homonymes, voir Bataille de la Lys.
Pour les articles homonymes, voir Bataille d'Ypres.
Première Guerre mondiale
Batailles
Offensive du printemps :
- Opération Michael
- Lys (1918)
- Aisne (1918)
- Bois Belleau
- Montdidier
- Noyon
- Hamel
- Marne (1918)

La bataille de la Lys, également connue sous le nom de quatrième bataille d'Ypres ou de bataille d'Estaires (en Allemagne : Vierte Flandernschlacht), fait partie de l'ensemble des offensives allemandes dans les Flandres, l'opération Georgette conçue par le général Ludendorff pour reprendre Ypres, au cours de la Première Guerre mondiale. La bataille de la Lys s'est déroulée du 9 avril au 29 avril 1918. L'état-major allemand a bénéficié du renfort des troupes ramenées de Russie à la suite de la paix signée avec les soviets (traité de Brest-Litovsk).
La 2e division portugaise, commandée par le général Gomes da Costa (qui deviendra plus tard président du Portugal), avec approximativement 20 000 hommes, perd environ 300 officiers et 7 000 hommes, tués, blessés ou prisonniers, en résistant à l'attaque de quatre divisions allemandes, fortes de 50 000 hommes, de la VIe armée allemande commandée par le général von Quast.

## Chronologie

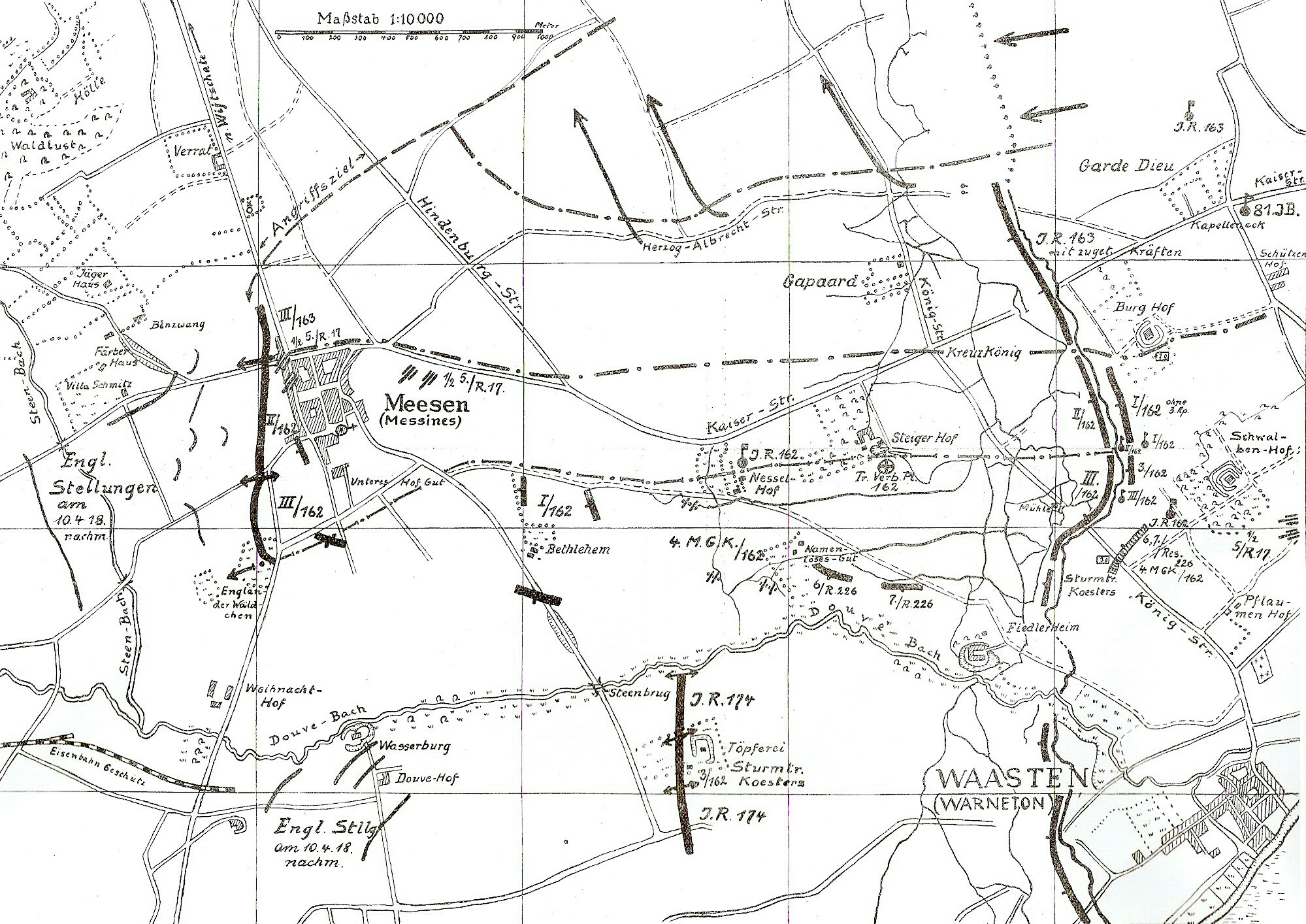
Situation le 10 avril 1918 à Messines.

Du 7 au 9 avril,  l'artillerie allemande pilonne sans discontinuer la région d'Estaires, en utilisant une grande quantité d'obus à gaz toxiques.
Le 9 avril 1918, à 4 h, des obus tombent sur les positions britanniques basées entre La Bassée et Armentières. À 8 h, la VIe armée allemande du général von Quast attaque par surprise, sous un épais brouillard, les 55e (en), 40e (en) et 34e divisions d'infanterie britanniques, et la 2e division d'infanterie portugaise qui est enfoncée entre le canal de La Bassée et la Lys. Quasiment anéantie elle se replie, entrainant plusieurs divisions de la 1re armée britannique craignant d'être prises à revers. Au soir les troupes allemandes ont franchi la Lys et la Lawe, pris et incendié Estaires, ont avancé de 10 km dans le dispositif allié et capturé 10 000 soldats.
Le 10 avril, la IVe armée allemande du général von Arnim entre en action contre la 2e armée britannique avec comme objectif Ypres. À la fin de la journée les Allemands prennent Messines aux troupes britanniques d'Afrique du Sud et occupent totalement Estaires et les environs défendus par la 50e division d'infanterie française.
Le 11 avril, Armentières et Merville sont prises par les Allemands. Afin de protéger ses défenses le général Haig inonde son secteur, en attendant le renfort du 2e corps d'armée français du général Fayolle dirigé sur Saint-Omer.
Le 15 avril, les Allemands atteignent le mont Kemmel, tandis que plus au nord, les Anglais évacuent tout le terrain situé entre Poelkapelle et Gheluvelt. Au nord d'Ypres, les Belges tiennent leur front sans désemparer malgré plusieurs assauts allemands.
Le 25 avril 1918, six divisions allemandes appuyées par un bombardement d'obus à gaz toxiques, des Minenwerfer et de l'aviation attaquent entre Ypres et Bailleul et s'emparent du mont Kemmel défendu par les 416e, 99e et 22e régiments d'infanterie des 28e et 36e divisions d'infanterie françaises. 
Le 29 avril 1918, les Allemands reprennent l’offensive, mais épuisés, ils échouent à prendre les monts Rouge et Noir, les empêchant de progresser vers les ports de Calais et Dunkerque .
Malgré ces percées allemandes les Alliés tiennent et, finalement, le 1er mai 1918 l'état-major allemand décide de stopper l'opération Georgette. 
Le 2 mai, la quatrième bataille d'Ypres s'achève sans que l'armée allemande du front nord puisse espérer atteindre son objectif qui était de déferler vers la France par les ports des côtes belge et française (Calais et Dunkerque). Plus au sud, le général Foch, commandant en chef des armées alliées, qui prépare ce qu'il veut être l'offensive décisive sur la Somme, n'a pas voulu distraire de troupes pour aider les Anglo-Franco-Belges (et Portugais) à Ypres. C'est qu'il considère que c'est sur la Somme, où les Américains viennent renforcer les Franco-Anglais, que va se produire, croit-il, l'action décisive qui doit obliger l'état-major allemand à renoncer à conquérir le dernier morceau du territoire belge encore inviolé. De fait, ils n'y arriveront pas. Cependant, la grande offensive alliée qui doit vaincre l'Allemagne n'est pas encore pour tout de suite. Il est manifeste qu'après Ypres, les Allemands veulent utiliser les forces libérées par la paix avec la Russie pour un effort suprême plus au sud.
Pour l'ambassadeur du Portugal en France en 2018, Jorge Torres-Pereira, « La bataille de la Lys pour les Portugais, c'est l'équivalent de Verdun en France. Elle fut le premier engagement du jeune Portugal républicain et démocratique sur le théâtre européen. »

## Photos

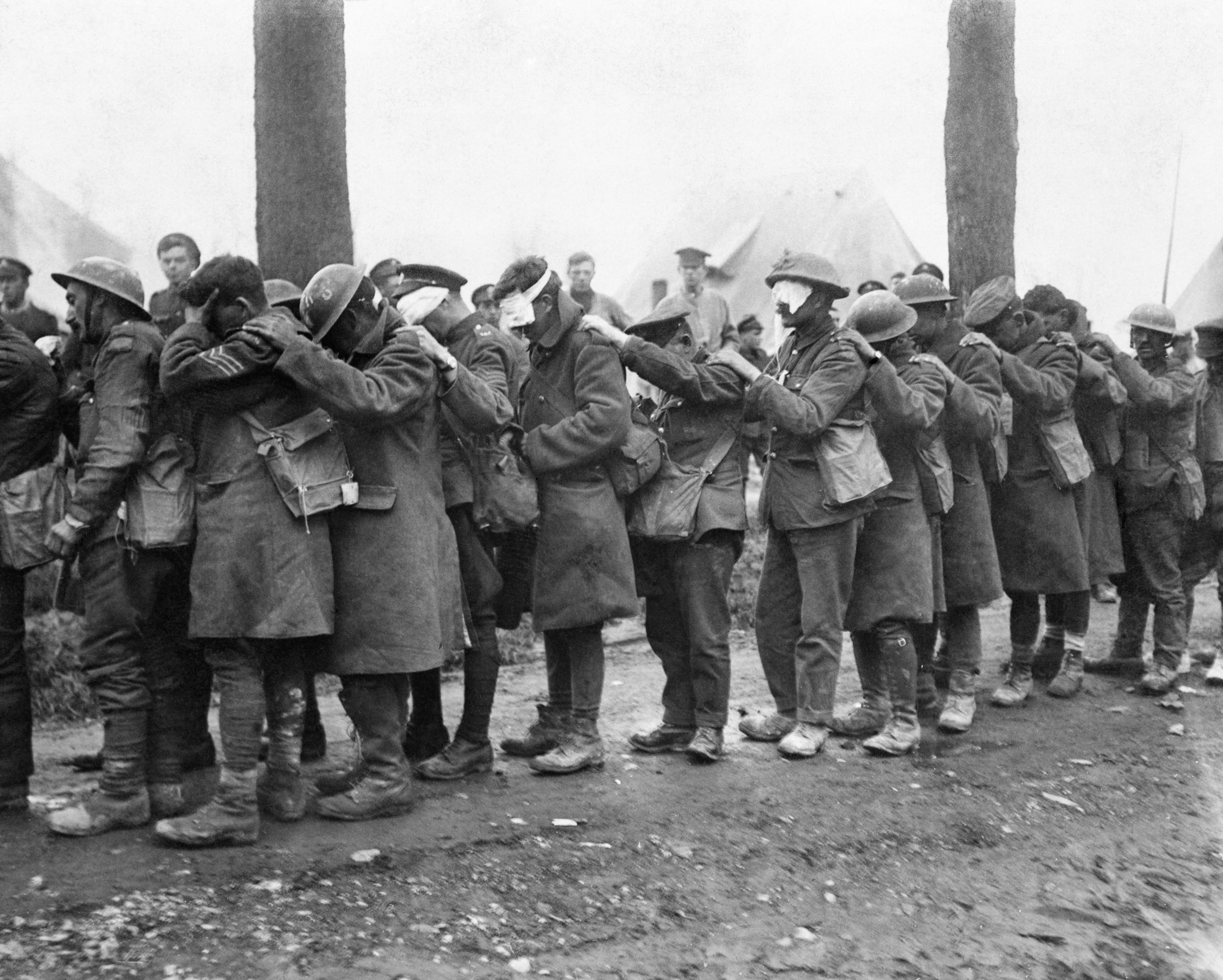
Troupes de la 55e division britannique (en) aveuglées par les gaz, 10 avril 1918.

## Documentaire
Carlos Pereira a réalisé en 2018 un documentaire intitulé Les Héritiers de la bataille de la Lys.
Tourné en avril 2018 pendant et autour des cérémonies commémoratives du centenaire de la bataille, le film réunit des témoignages d'enfants ou petits-enfants d'anciens combattants. Certains viennent du Portugal, d'autres de France, leur aïeul ayant choisi de s'établir en France juste après la guerre.
Ces descendants témoignent de certains aspects de la bataille :
- Les Allemands ont concentré leur assaut sur la division portugaise, située à la charnière entre le Corps expéditionnaire britannique (dont elle fait partie) et l'Armée française. Cette charnière a pu être considérée comme un maillon faible du front.
- Certains soldats portugais, qui étaient partis pour défendre leur patrie, se demandaient ce qu'ils faisaient si loin de chez eux. Comme le dit un témoin, le climat leur était inhospitalier et la nourriture était anglaise (sic).
- La division portugaise ne recevait plus de renforts depuis la fin de 1917. Les soldats rentrant en permission n'étaient pas remplacés, le nombre d'officiers diminuait, les permissions étaient de moins en moins accordées. Il en résultait une nette démoralisation des troupes, qui n'attendaient plus qu'une chose : la démobilisation.
- Le commandement britannique, conscient de cette démoralisation, avait prévu de remplacer les troupes portugaises par des Britanniques, dès le 9 avril. C'est ce même jour que survient l'attaque allemande.

Le documentaire a été présenté au festival international du film d'histoire de Pessac en novembre 2018.